# Miles Davis at Fillmore
| 전문가 평가                          | 전문가 평가 |
| 평가 점수                            | 평가 점수   |
| 출처                                 | 점수        |
| ------------------------------------ | ----------- |
| AllMusic                             | [ 2 ]       |
| Christgau's Record Guide             | B           |
| Down Beat                            | [ 4 ]       |
| Entertainment Weekly                 | B−          |
| Los Angeles Times                    | [ 6 ]       |
| The Rolling Stone Album Guide        | [ 7 ]       |
| The Penguin Guide to Jazz Recordings | [ 8 ]       |
| Tom Hull – on the Web                | B+          |

《Miles Davis at Fillmore》는 1970년 6월 17일부터 6월 20일까지 4일 연속 뉴욕 필모어 이스트에서 녹음된 재즈 트럼펫 연주자 마일스 데이비스와 밴드의 라이브 음반으로, 오리지널 더블 바이닐 LP로 발매되었다. 이 공연은 키스 자렛과 칙 코리아가 전자 오르간을 연주하고 펜더 로즈 일렉트릭 피아노를 연주하는 등 데이비스가 몇 달 동안 함께 순회했던 더블 키보드 셋업을 특징으로 했다. 이 그룹은 이 공연들에서 로라 니로를 위해 오프닝을 열었다.
작곡에는 표준 〈I Fall in Love Too Easily〉 외에도 그의 퓨전 스튜디오 음반인 《Bitches Brew》와 《In a Silent Way》의 트랙이 포함된다. 라이브 공연은 프로듀서 테오 마세로에 의해 크게 편집되었고, 결과는 밴드가 공연한 요일의 이름을 따서 명명되었고, 1997년 컬럼비아 CD 재발매에서만 작곡과 작곡가들이 식별되고 색인화되었다. 홍보용 LP 카피는 측면을 개별적으로 제목이 붙은 짧은 조각으로 나누었지만, 여전히 원래의 작곡가와 작곡가를 식별하지 못했다.

## 발매
《Miles Davis at Fillmore》는 《하이 피델리티》의 모건 에임스와 모트 구드가 쓴 라이너 노트와 함께 바이닐로 발매되었다. 이 음반은 1987년 일본에서 CD로 발매되었지만, 1997년 컬럼비아가 같은 시기의 다섯 개의 라이브 음반 중 하나로 발매할 때까지 미국에서 CD로 발매되지 않았다(나머지는 《Live-Evil》, 《In Concert》, 《Dark Magus》, 《Black Beauty: Live at the Fillmore West》). 이번 재발행에는 드러머 잭 디조넷의 추가 라이너 노트가 포함되었다. 컬럼비아는 재즈 시장뿐만 아니라 대학 및 대체 라디오 방송국을 위한 발매를 목표로 했다.
당시 데이비스의 여자친구였던 마거릿 에스크리지가 음반 커버의 포토 콜라주에 등장했다.

## 곡 목록

### 1970년 더블 LP
모든 곡들은 마일스 데이비스에 의해 작곡하였다.
| #  | 제목                | 재생 시간 |
| -- | ------------------- | --------- |
| 1. | 〈Wednesday Miles〉 | 24:14     |

| #  | 제목               | 재생 시간 |
| -- | ------------------ | --------- |
| 1. | 〈Thursday Miles〉 | 26:55     |

| #  | 제목             | 재생 시간 |
| -- | ---------------- | --------- |
| 1. | 〈Friday Miles〉 | 27:57     |

| #  | 제목               | 재생 시간 |
| -- | ------------------ | --------- |
| 1. | 〈Saturday Miles〉 | 22:20     |